# Messin'
Messin' je studiové album anglické rockové skupiny Manfred Mann’s Earth Band, vydané v roce 1973.

## Seznam skladeb
1. „Messin’“ (Mike Hugg) – 9:53
2. „Buddah“ (Manfred Mann, Mick Rogers) – 7:01
3. „Cloudy Eyes“ (Mann) – 5:34
4. „Get Your Rocks Off“ (Bob Dylan) – 2:49
5. „Sadjoy“ (Mann) – 5:15
6. „Black And Blue“ (Chain, Barry Sullivan, Matt Taylor, Phil Manning, Barry Harvey) – 6:44
7. „Mardi Gras Day“ (Dr John Creaux) – 3:04
8. „Pretty Good“ (John Prine) – 4:11
9. „Cloudy Eyes“ (single edit) (Mann) – 3:31

- Písně 8 a 9 vyšly jen jako bonusy na reedici v roce 1998.

## Sestava
- Manfred Mann – syntezátor, varhany
- Mick Rogers – kytara, zpěv
- Colin Pattenden – baskytara
- Chris Slade – bicí